# Леонел Санчез
Леонел Санчез (шп. Leonel Sánchez; Сантијаго де Чиле, 25. април 1936 — Сантијаго де Чиле, 2. април 2022) био је чилеански фудбалер.
Признат је као један од најбољих јужноамеричких фудбалера 20. века и један од најбољих нападача у историји Светског првенства у фудбалу. Био је најбољи стрелац Светског првенства у фудбалу 1962. (поделио награду са неколико фудбалера) где је Чиле освојило историјско треће место на највећем светском догађају за националне тимове, био је део идеалног тима Светског првенства и добио је Златну копачку и Бронзану лопту од ФИФА. Такође је био уврштен међу 100 најбољих играча у историји Светских првенстава од стране ФИФА. На континенталном нивоу био је део идеалне једанаесторице на Купу Америке 1956, где је заједно са фудбалском репрезентацијом Чилеа освојио друго место. Поред тога, организација Конмебол га је уврстила међу најбоље извођаче слободних удараца у историји Јужне Америке.
Сматран је једним од најбољих чилеанских играча у историји, посебно на позицији нападача и једним од највећих играча фудбалског клуба Универсидад де Чилеа, где је био један од лидера (1959—1969). У каријери је наступао још за Коло Коло, Палестино и Феровианос. Санчез је седми најбољи стрелац свих времена националног тима са укупно 24 гола и 13 асистенција.
После завршетка играчке каријере, био је тренер Универсидад де Чилеа у два наврата.
Преминуо је 2. априла 2022. године у 86. години живота.